# Euploea hadrumaia
Euploea hadrumaia är en fjärilsart som beskrevs av Hans Fruhstorfer 1911. Euploea hadrumaia ingår i släktet Euploea och familjen praktfjärilar. Inga underarter finns listade i Catalogue of Life.